# Felice della Rovere
Felícia Della Rovere, também conhecida por Madonna Felice (Roma, 1483 - Roma, 27 de setembro de 1536) foi filha ilegítima do Papa Júlio II e foi uma das mulheres mais poderosas do Renascimento italiano. Através da influência de seu pai, incluindo um casamento arranjado com Gian Giordano Orsini, possuía extraordinária riqueza e exercia influência dentro e fora da Cúria Romana. Em particular, negociou a paz entre Júlio II e Ana, Rainha de França. Através de seu filho Girolamo Orsini, Felice era a ancestral dos duques de Bracciano.

## Biografia
A mãe de Della Rovere foi Lucrezia Normanni, de uma antiga família romana, por quem Júlio II tinha arranjado um casamento para Bernardino de Cupis, majordomo da Casa de Della Rovere. Giovanni Domenico de Cupis, o filho de Normanni e de Cupis, foi elevado a cardeal por Leão X. Há provas documentais limitadas que Della Rovere se casou aos 14 anos, e ficou viúva pouco tempo depois. De acordo com Murphy, Della Rovere preencheu de facto "o papel que ela sabia que teria sido dela se tivesse nascido menino, de cardinale nipote".
Júlio II, que aparentemente já tinha tentado arranjar casamentos estratégicos para sua filha, não compareceu às suas núpcias, quando ela, finalmente, concordou em se casar com Gian Giordano Orsini (mais de 20 anos mais velho que ela) com 23 anos de idade. Posteriormente, registros financeiros, fontes secundárias, documentos dos arquivos de Orsini e cartas de e para Felice indicam que ela exerceu uma influência considerável não somente sobre Júlio II, mas também aos seus sucessores Médicis, o Papa Leão X e o Papa Clemente VII, embora não ao papa holandês Adriano VI.
Em algum momento depois de seu casamento, Felice, aparentemente, reconciliou com seu pai e recebeu um presente de 9 000 ducados. Com esses recursos, comprou um castelo, Palo, do qual exportava trigo, com grande sucesso financeiro, muitas vezes para o próprio Vaticano.
Após a morte de Gian Giordano em 1517, Felice assumiu o controle dos amplos ativos financeiros de Orsini, 	 visto que os termos de seu contrato de casamento com Orsini também previam que um futuro filho dela teria primazia sobre Napoleone e os outros filhos do casamento anterior de Orsini Felice gerou dois filhos, Francisco e Girolamo, escolhendo o segundo como o herdeiro da fortuna de Orsini (e garantindo, assim, uma rivalidade com Napoleone), bem como duas filhas, Giulia e Clarice; um outro filho morreu durante a infância. Após o Saque de Roma (1527), a rivalidade de longa data entre o filho Girolamo Orsini e seu enteado, Napoleone Orsini, intensificou-se.
Seus descendentes se casaram com as famílias Sforza, Borghese e Boncompagni-Ludovisi.